# Amallothrix elephas
Amallothrix elephas är en kräftdjursart som först beskrevs av Esterly 1913.  Amallothrix elephas ingår i släktet Amallothrix och familjen Scolecitrichidae. Inga underarter finns listade i Catalogue of Life.